# Campeonato Brasileño de Fútbol 1968 (Taça Brasil)
El Campeonato Brasileño de Fútbol 1968, oficialmente Taça Brasil fue el decimotercer torneo válido para el Campeonato Brasileño de Serie A. Fue organizado por la Confederación Brasileña de Fútbol con la finalidad de elegir el campeón brasileño de fútbol de 1968.
El torneo reunió a 23 Campeones estaduales del país, comenzó el 4 de agosto de 1968 y finalizó el 4 de octubre del año siguiente. El Botafogo de Río de Janeiro ganó el campeonato al vencer en la final el Fortaleza Esporte Clube.